# Bolungarvíkurgöng
Die Bolungarvíkurgöng sind ein Straßentunnel in den Westfjorden von Island.
Sie wurde am 25. September 2010 eröffnet.
Er ersetzt den Óshlíðarvegur, das letzte Stück des Djúpvegurs  zwischen Ísafjörður und Bolungarvík, der nach genau 60 Jahren nach seiner Einweihung für den Verkehr gesperrt wurde.

## Óshlíð
Der alte Weg führte direkt an der Küste entlang um den Berg Óshlíð.
Es war im Gespräch, den Tunnel Óshlíðargöng zu benennen. Der Óshlíðarvegur war wegen Steinschlag und Lawinen stark gefährdet.:S. 3

## Details zum Tunnel
Die neue Strecke führt von Bolungarvík bis ins Hnífsdalur.
Der Tunnel ist zweistreifig (8 Meter breit) und 5426 Meter lang.:S. 5

## Galerie

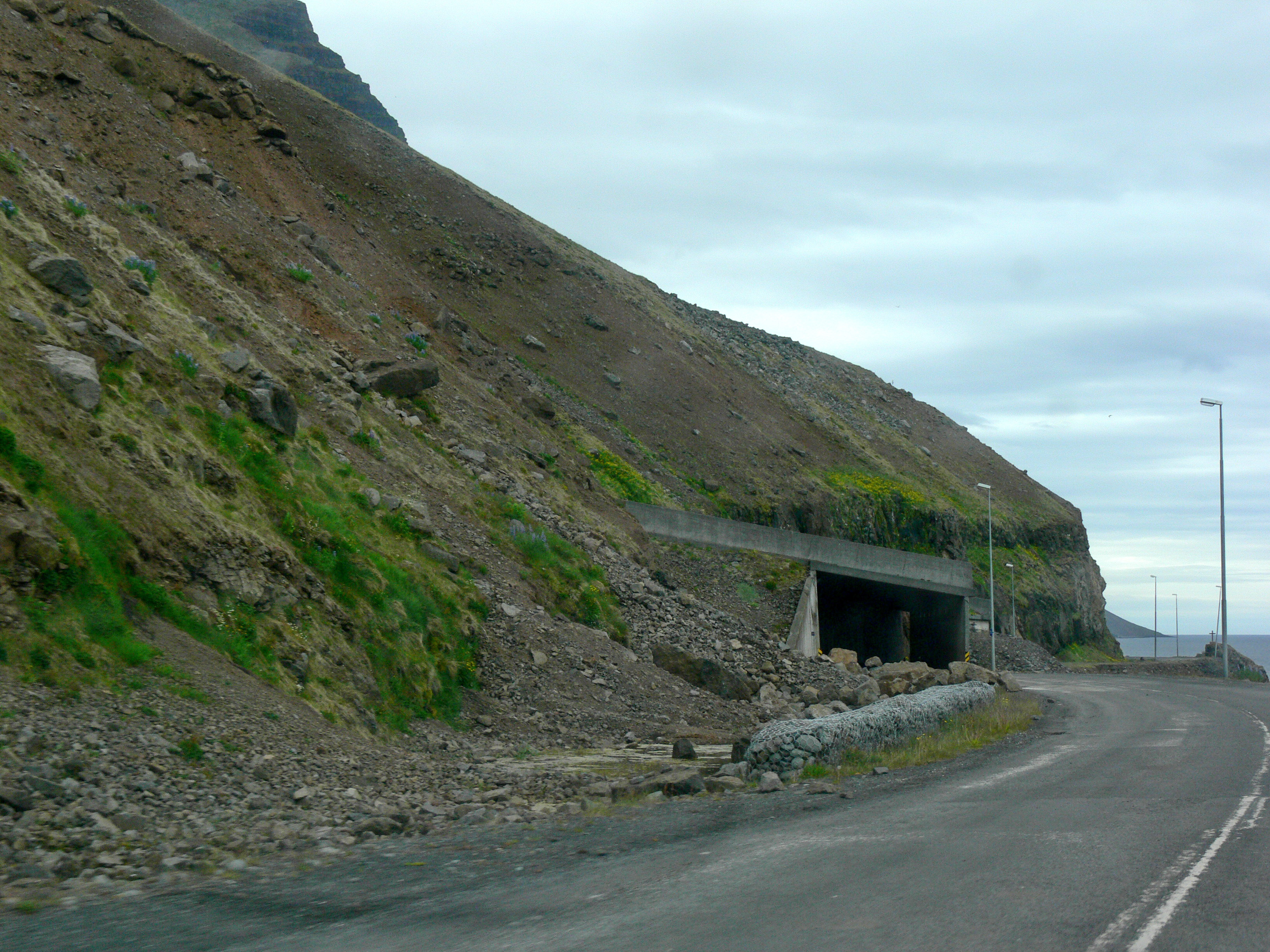
Alte Straße Óshlíðarvegur um den Berg mit Steinschlagschutz.
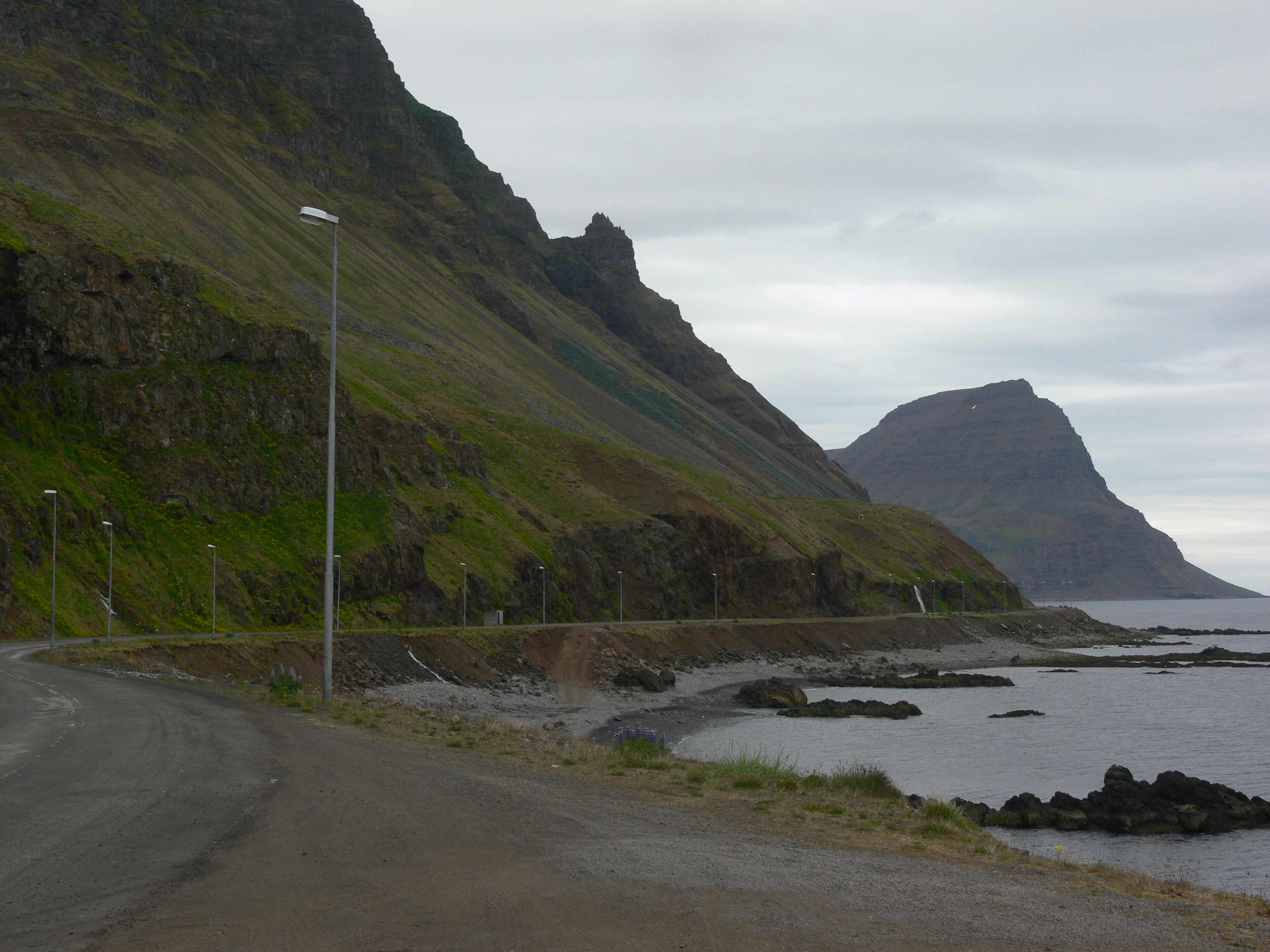
Alte Straße Óshlíðarvegur um den Berg.
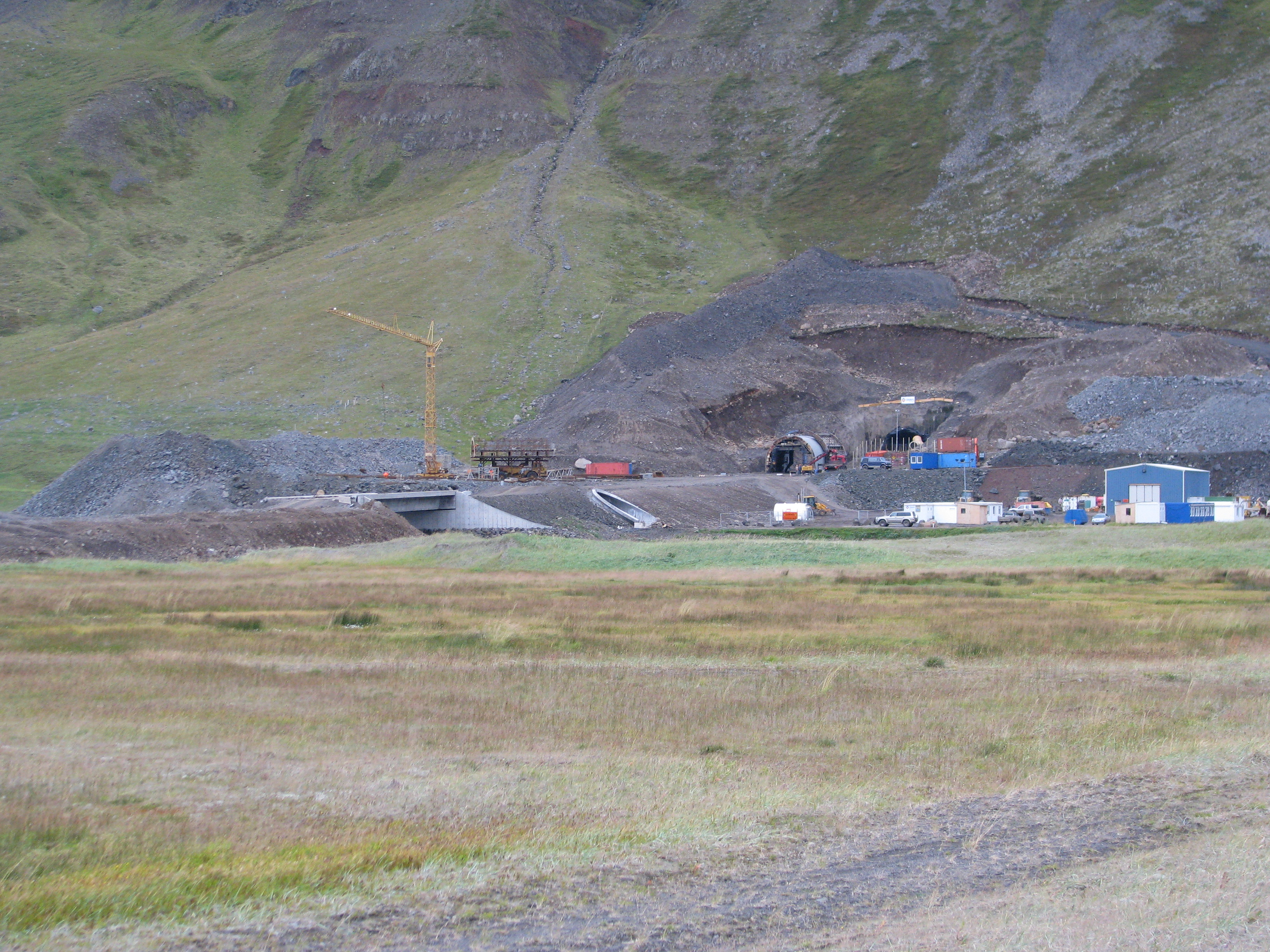
Bolungarvíkurgöng von Bolungarvík aus, während des Baus.